# Stado Ogierów w Bogusławicach
Stado Ogierów w Bogusławicach – jednostka hodowli koni grupująca ogiery rozrodowe różnych ras. Stado mieści się w budynkach i na terenie będącym wcześniej częścią majątku biskupów kujawskich, w osadzie Bogusławice.

## Historia

### Czasy przedwojenne
Historia stada w Bogusławicach sięga roku 1915, kiedy to około 170 ogierów zgrupowanych zostało w okolicach Piotrkowa Trybunalskiego przez władze austriackie. Komendantem stada został major Albin Kajetanowicz. Od roku 1918 Stado podlegało Polskiemu Zarządowi Wojskowemu, a od roku 1919 – Zarządowi Stadnin Państwowych w Ministerstwie Rolnictwa i Dóbr Państwowych. W tym czasie, w zaadaptowanych do potrzeb hodowli koni oborach i cielętniku majątku w Bogusławicach, zgromadzono ogiery rozpłodowe z różnych punktów krycia. W roku 1923 kierownictwo Stada przejął Tadeusz Nosarzewski, który przez 16 lat swojej działalności doprowadził je do rozkwitu. W roku 1926 Stado zostało poświęcone ku chwale hodowli i armii Rzeczypospolitej, co upamiętniła tablica pamiątkowa w stajni nr 1. W 1939 roku stadnina w Bogusławicach specjalizowała się w hodowli koni półkrwi angloarabskiej.

### II wojna światowa
Po wybuchu II wojny światowej Stado liczące ponad 120 koni wyewakuowano na wschód, jednak w czasie ewakuacji zostało ono zbombardowane i ostrzelane przez armię radziecką; od odłamka zginął dyrektor Nosarzewski. Ostatecznie, po niedługim czasie, Stado powróciło do Bogusławic, gdzie przeszło pod władzę okupanta niemieckiego. W roku 1945 zarządzono ewakuację koni na zachód, co doprowadziło je do prawie zupełnego wyniszczenia.

### Czasy powojenne
Po zakończeniu wojny stado odbudowano, także przy udziale koni rewindykowanych z Niemiec w roku 1946, a następnie dzięki nowym wyhodowanym rocznikom koni. Obiekt w Bogusławicach został odbudowany, rozbudowany i unowocześniony. Od roku 1955 rozpoczął działanie Zakład Treningowy. W roku 1969 powstał Bogusławicki Klub Jeździecki. W latach tych w Bogusławicach znajdowało się 150–200 ogierów; lata 60. XX wieku to okres dynamicznego rozwoju Stada.
W latach 70. i 80. w okolicach Stada kręcono sceny do wielu filmów, w których występowały tutejsze konie i jeźdźcy, np. Wszystko na sprzedaż, Pan Wołodyjowski, Hubal, Rzeczpospolita babska, Ferdydurke i Trędowata. W latach 90. nastąpiła kolejna większa modernizacja infrastruktury.
W roku 1989 zmarł dyrektor Andrzej Osadziński – człowiek oddany Bogusławicom bez reszty, będący jednocześnie wiceprezesem Polskiego Związku Jeździeckiego i sędzią międzynarodowym w skokach przez przeszkody i WKKW, działał czynnie przez długie lata w polskiej hodowli koni. Dla uczczenia pamięci dyrektora Andrzeja Osadzińskiego przed budynkiem dyrekcji ustawiono kamień z tablicą pamiątkową, a corocznie w maju organizowane są Ogólnopolskie Zawody w Skokach przez Przeszkody o Memoriał Barbary i Andrzeja Osadzińskich.
Do 1993 funkcjonowało jako Państwowe Gospodarstwo Rolne pod nazwą Państwowe Stado Ogierów Bogusławice. W 1993 po przekształceniu jako Stado Ogierów Bogusławice. Od 1994, kiedy dokonano kolejnego przekształcenia, działa jako Stado Ogierów w Bogusławicach Sp. z o.o. W 2011 stado sprywatyzowano.

## Sport
Sekcja sportowa przy Stadzie zaczęła działać w latach 50. XX wieku. Zawodnicy działającego przy Stadzie Bogusławickiego Klubu Jeździeckiego zdobyli wiele tytułów jeździeckich mistrzów i wicemistrzów Polski. Pierwszymi zawodnikami byli: Andrzej Osadziński, Wacław Gajda i bracia Paweł i Wiesław Dziadczykowie. Najwięcej medali zdobyli w barwach Klubu:
- Grzegorz Kubiak – 13 medali Mistrzostw Polski w skokach przez przeszkody, w tym 8 złotych[7];
- Zbigniew Madejczyk – 4 medale Mistrzostw Polski w WKKW, w tym 2 złote[8];
- Bogusław Owczarek – 4 medale Mistrzostw Polski w WKKW;
- Andrzej Głoskowski – 3 medale Mistrzostw Polski Juniorów w skokach przez przeszkody, w tym 2 złote;
- Jacek Kozłowski – 3 medale Mistrzostw Polski w Powożeniu Zaprzęgami Parokonnymi, w tym 2 złote.

## Hodowla
W roku 2000 sprywatyzowano gospodarstwo rolne należące do Bogusławic oraz stadninę koni. Stado poddano restrukturyzacji, liczyło ono 90 sztuk koni i obsługiwało w celach hodowlanych województwo łódzkie i województwo świętokrzyskie. W roku 2002 rozpoczął działalność 100-dniowy Zakład Treningowy dla ogierów ras szlachetnych i hodowli zagranicznej. W 2007 roku uruchomiono 60-dniowy Zakład Treningowy dla klaczy.